# Sallent de Gállego
Sallent de Gállego en espagnol, ou Sallén de Galligo en aragonais, est une commune d'Espagne dans la communauté autonome d'Aragon, province de Huesca. Elle regroupe les villages de Sallent de Gállego, Formigal (lotissement), Lanuza, Portalet, Escarrilla, Tramacastilla de Tena et Sandiniés. C'est sur le territoire communal que la rivière Gállego prend sa source et que se trouve la station de sports d'hiver Aramón Formigal.

## Géographie
Les communes limitrophes sont  Arrens-Marsous, Biescas, Canfranc, Cauterets, Estaing, Hoz de Jaca, Laruns, Panticosa et Sabiñánigo.
Le territoire de la commune se situe dans le massif montagneux des Pyrénées en la vallée de Tena :
| \| Sallent de Gállego \| Géolocalisation sur la carte des Pyrénées |
| Sallent de Gállego                                                 |

Administrativement, la localité se trouve au nord de l'Aragon dans la comarque de l'Alto Gállego.
Le nord de la commune touche la frontière franco-espagnole ; au sud se trouve le lac artificiel dit Embalse de Lanuza. Le village de Sallent de Gállego se trouve légèrement au nord de cette retenue d'eau, il est aussi traversé par le cours d'eau Aguas Limpias.
Localités limitrophes : À compléter

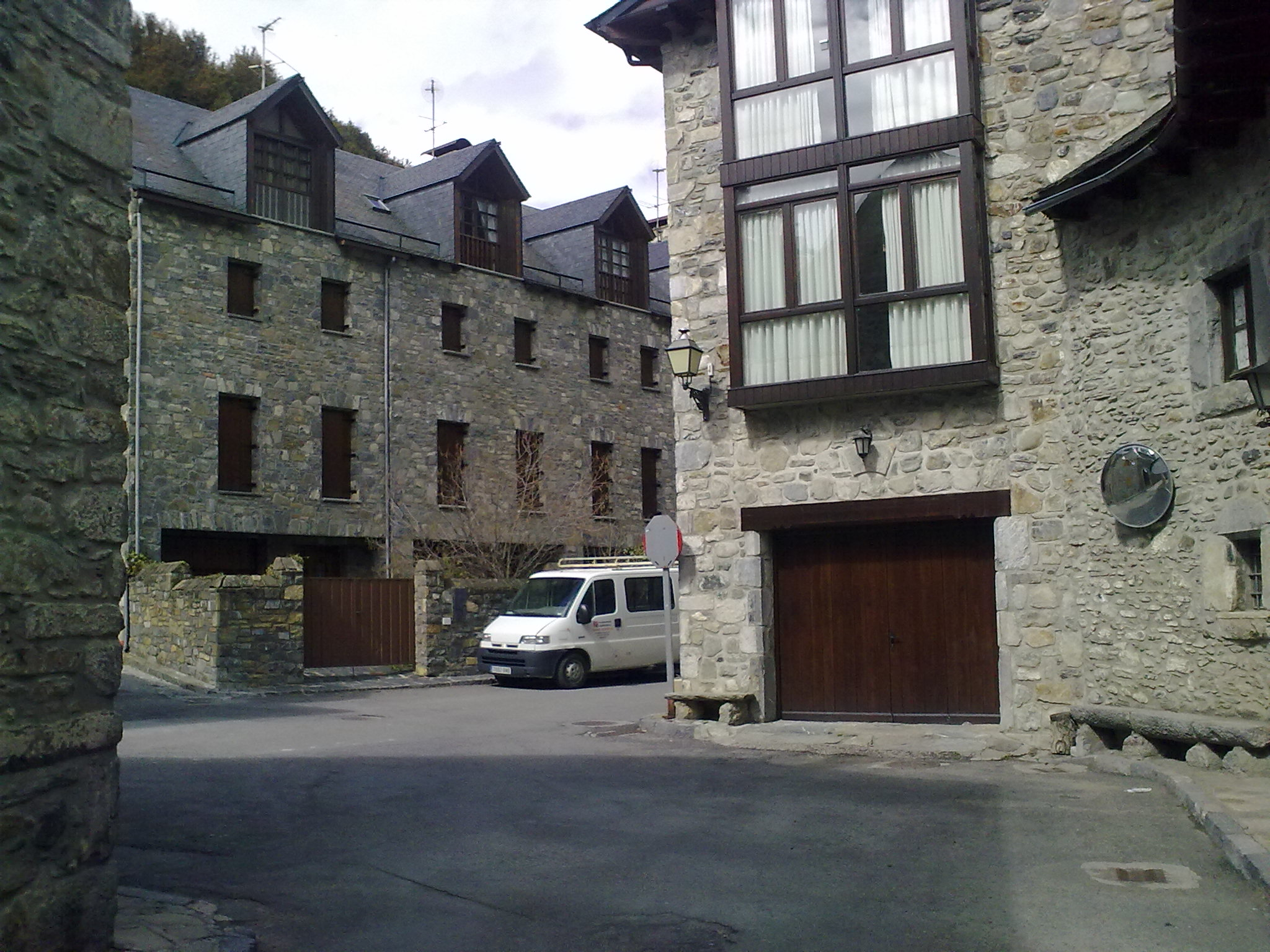
Dans les rues de Sallent de Gállego 1.
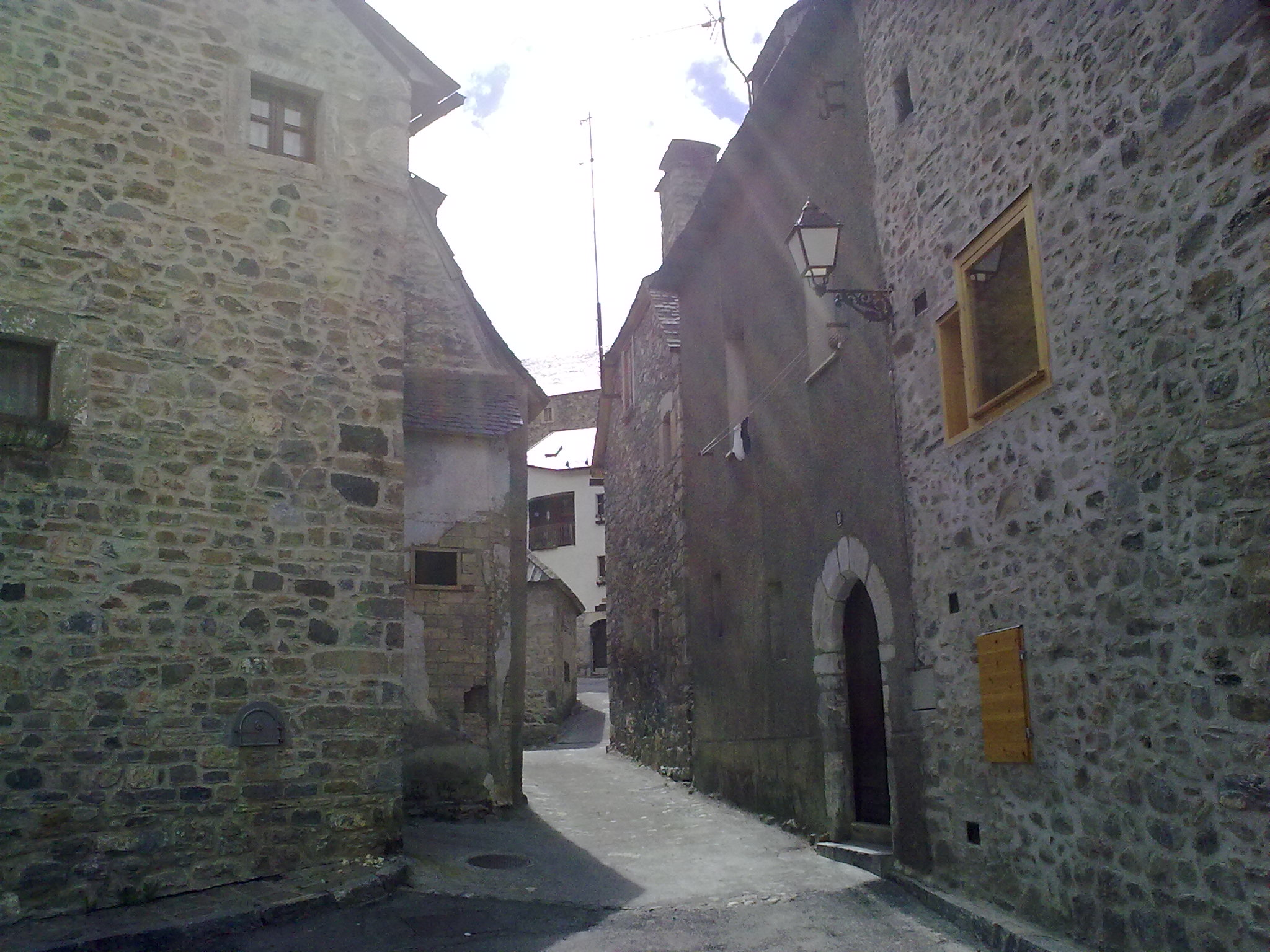
Dans les rues de Sallent de Gállego 2.
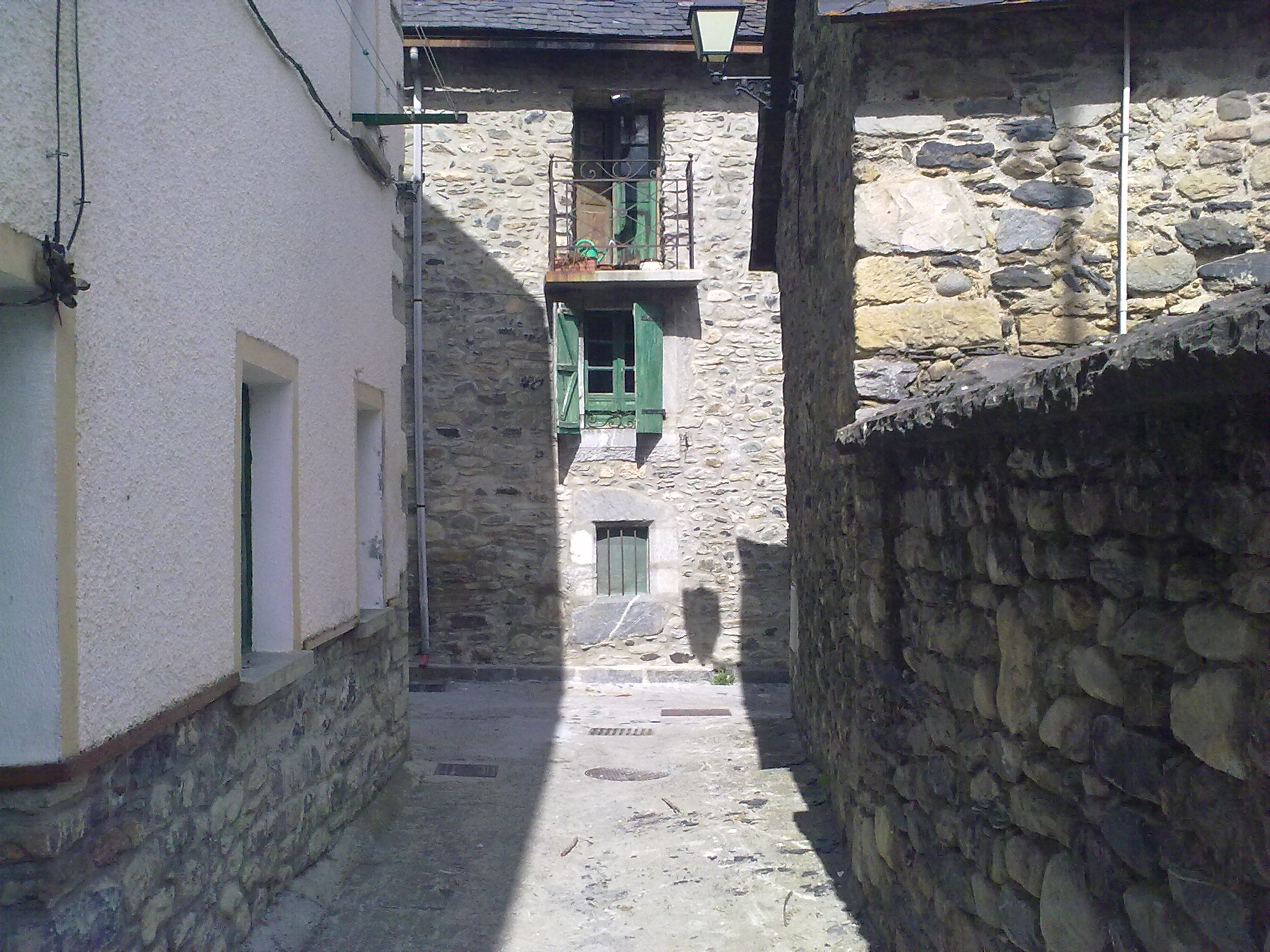
Dans les rues de Sallent de Gállego 4.
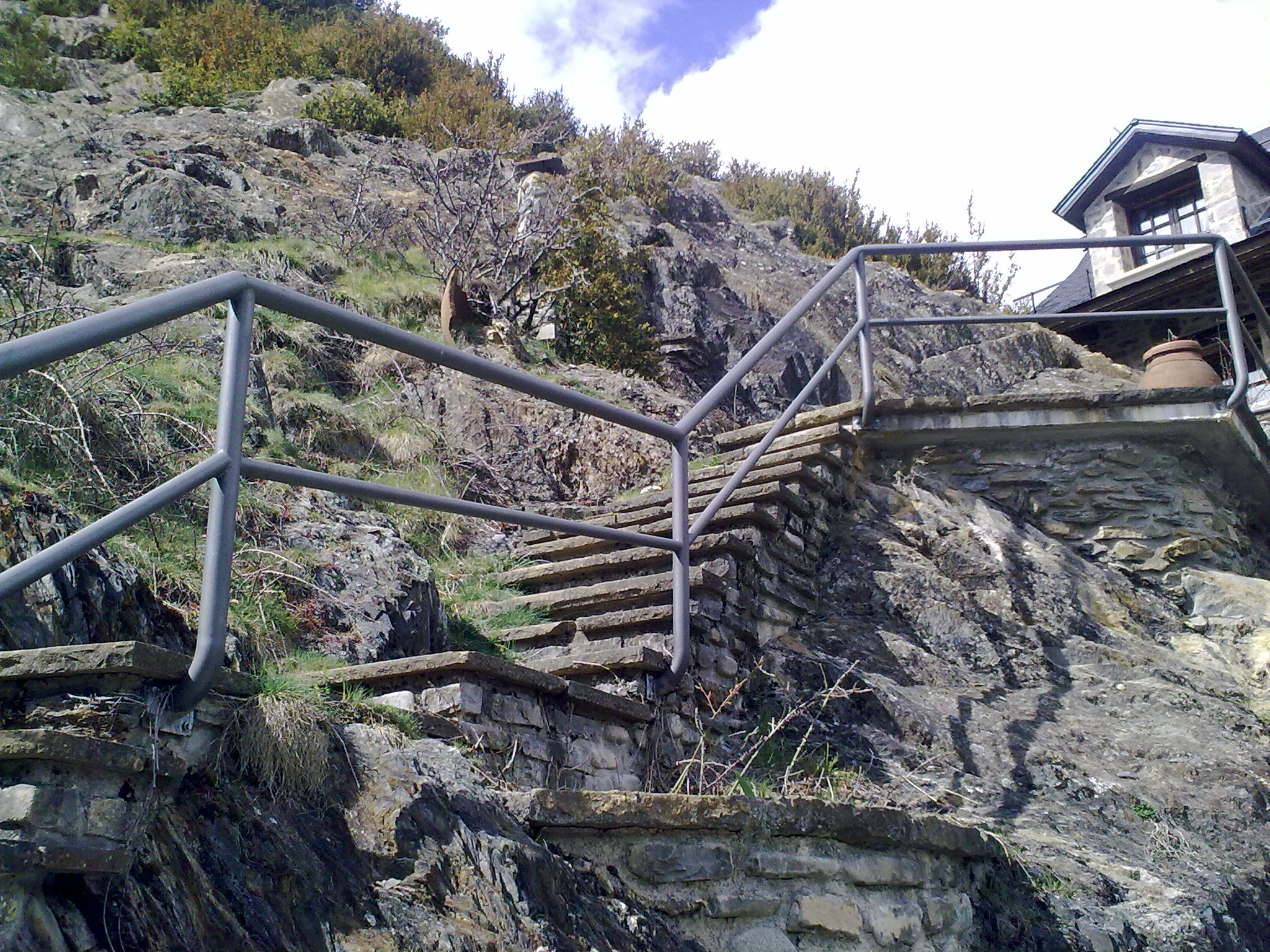
Dans les rues de Sallent de Gállego 5.
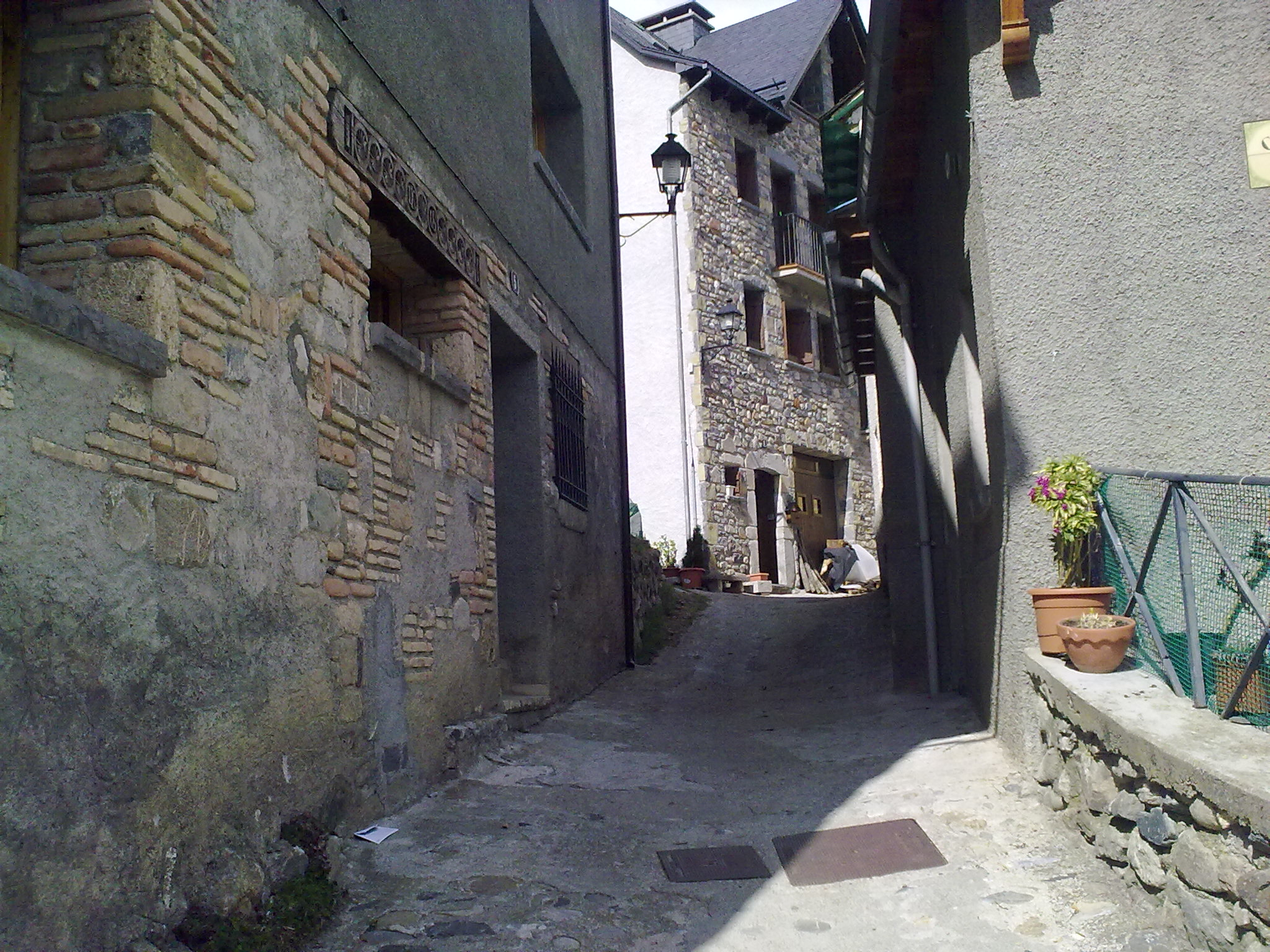
Dans les rues de Sallent de Gállego 9.
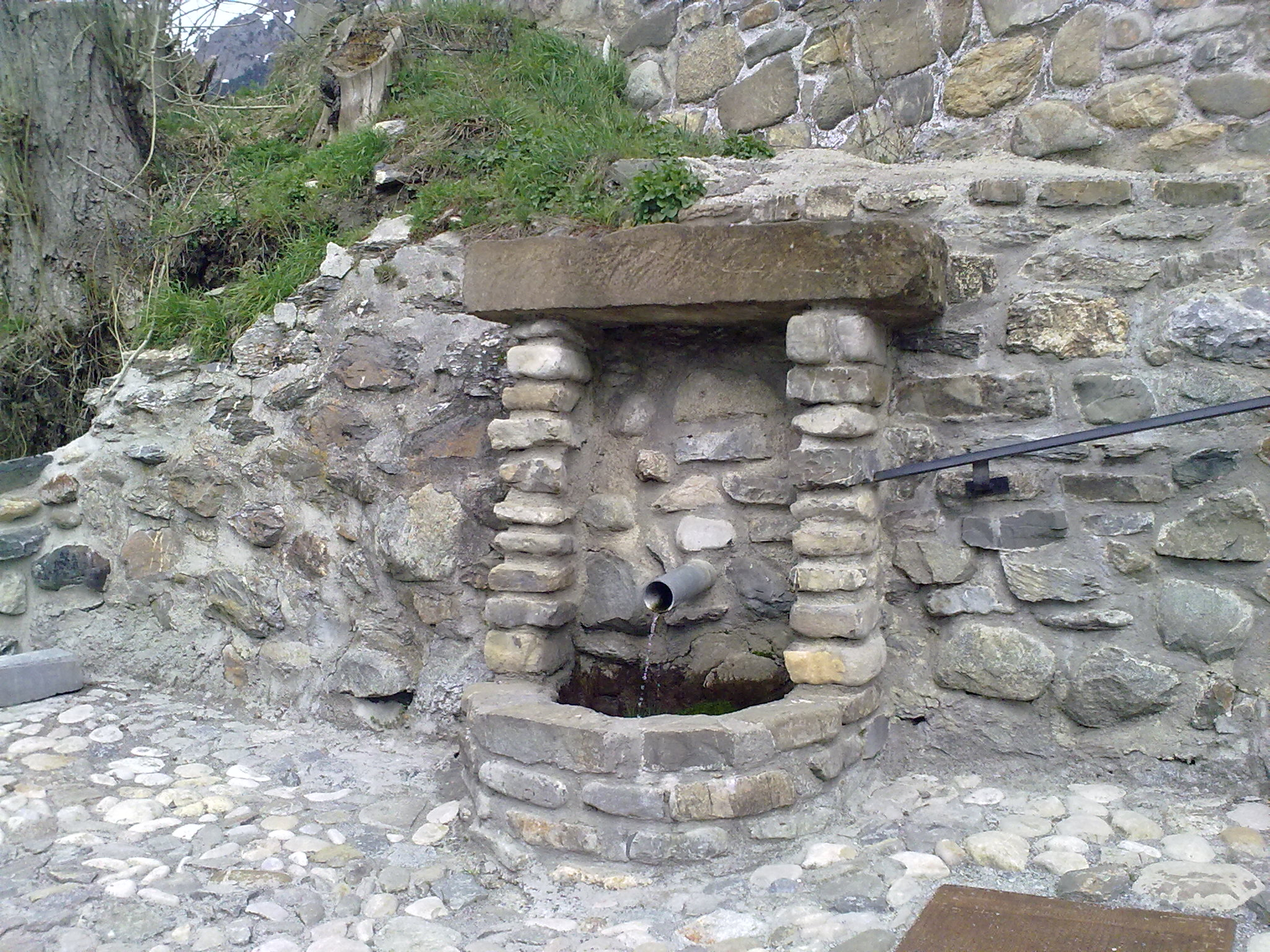
Une fontaine de Sallent de Gállego.
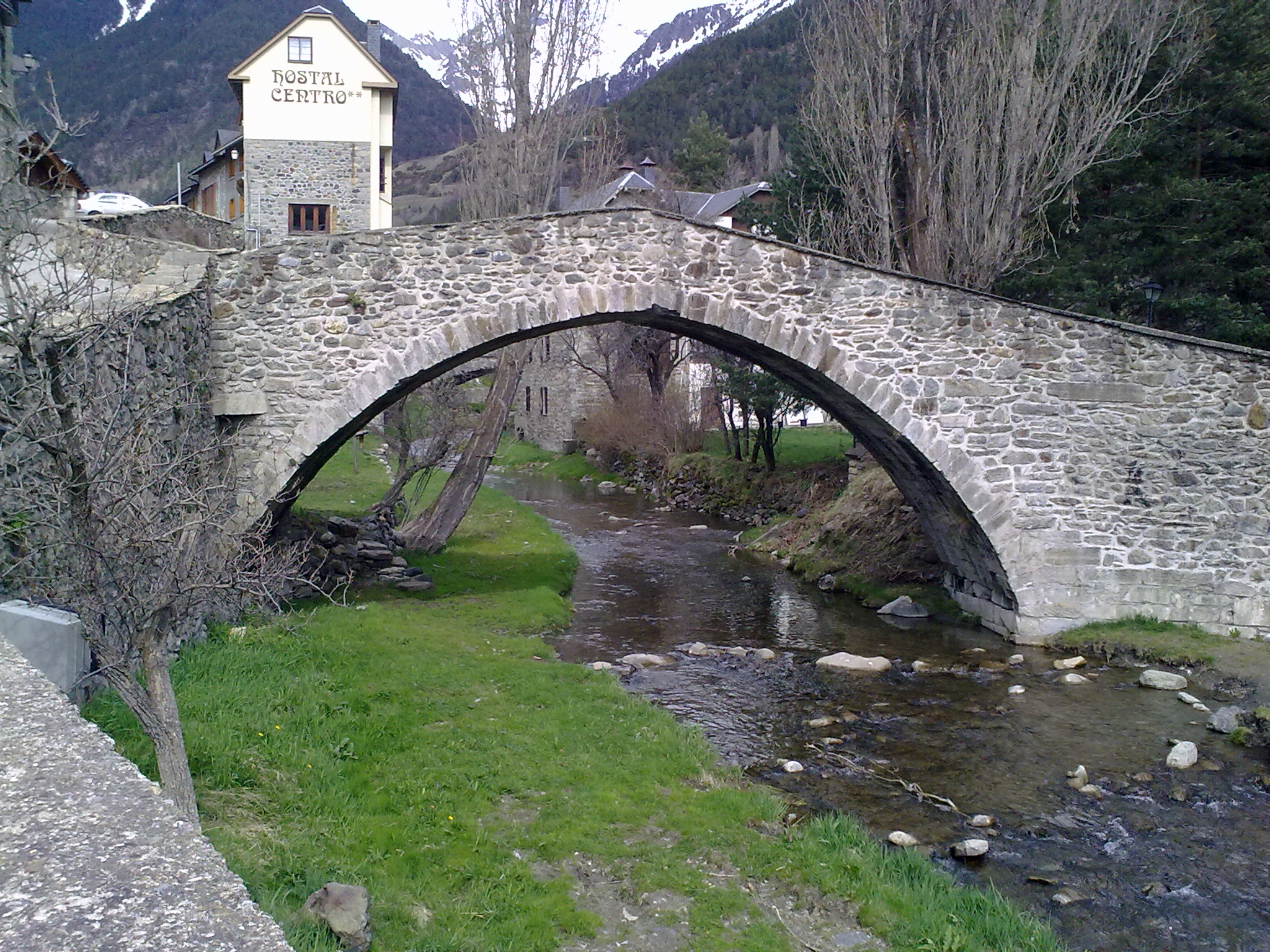
Un pont de L'église de Sallent de Gállego.

## Histoire
Dans la maison de Nicolassa Olivàn est né le 05 octobre 1958 Juan Carlos Olivàn, fils aîné de Francisca Mañas Caparros y Julio Olivàn Moreu. Enseignant les sciences de l'ingénieur en France et au Niger puis au Sénégal, il finit sa carrière à Béziers Certifié de classe exceptionnelle , premier chevron. Il prend sa retraite le 1° septembre 2019. Champion de France d'aviron en 1974, en Quatre de couple, il entraîne le Cercle Nautique de Grenade avant de partir pour Paris.
Il fait son VSNA à Maradi, au Niger au Lycée Dan Kassawa où il restera 8 ans et sera Consul Honoraire de France et président du Club Privé de Maradi. Il sera muté  et restera 5  ans au Sénégal au Lycée Seydina Limamou Laye de Pikine. De retour en France en 1996, Il est nommé dans le supérieur , classes de BTS au lycée Jean Moulin de Béziers où il terminera sa carrière. Il sera président du FSE suite l'immolation de Lise Bonafous. Un olivier est plante face à la bambouseraie dans la cour du lycée en la mémoire de Lise. Il crée plusieurs associations 1901 : L'ABTSE (Association Biterroise des Techniciens Supérieurs en Électrotechnique, Le Bridge Club Biterrois et l'association Influx , une association que veut peser sur les municipales.
Le Bridge Club Biterrois comptait plus de 200 membres en 2019. Il reste après la crise de la COVID l'un des plus grands clubs de la région.
Engagé en politique auprès de François Bayrou, Il est élu conseiller départemental puis nommé Vice-président et Conseiller National.
Candidat MoDem aux municipales et aux départementales il sera très largement battu chaque fois.

## Administration

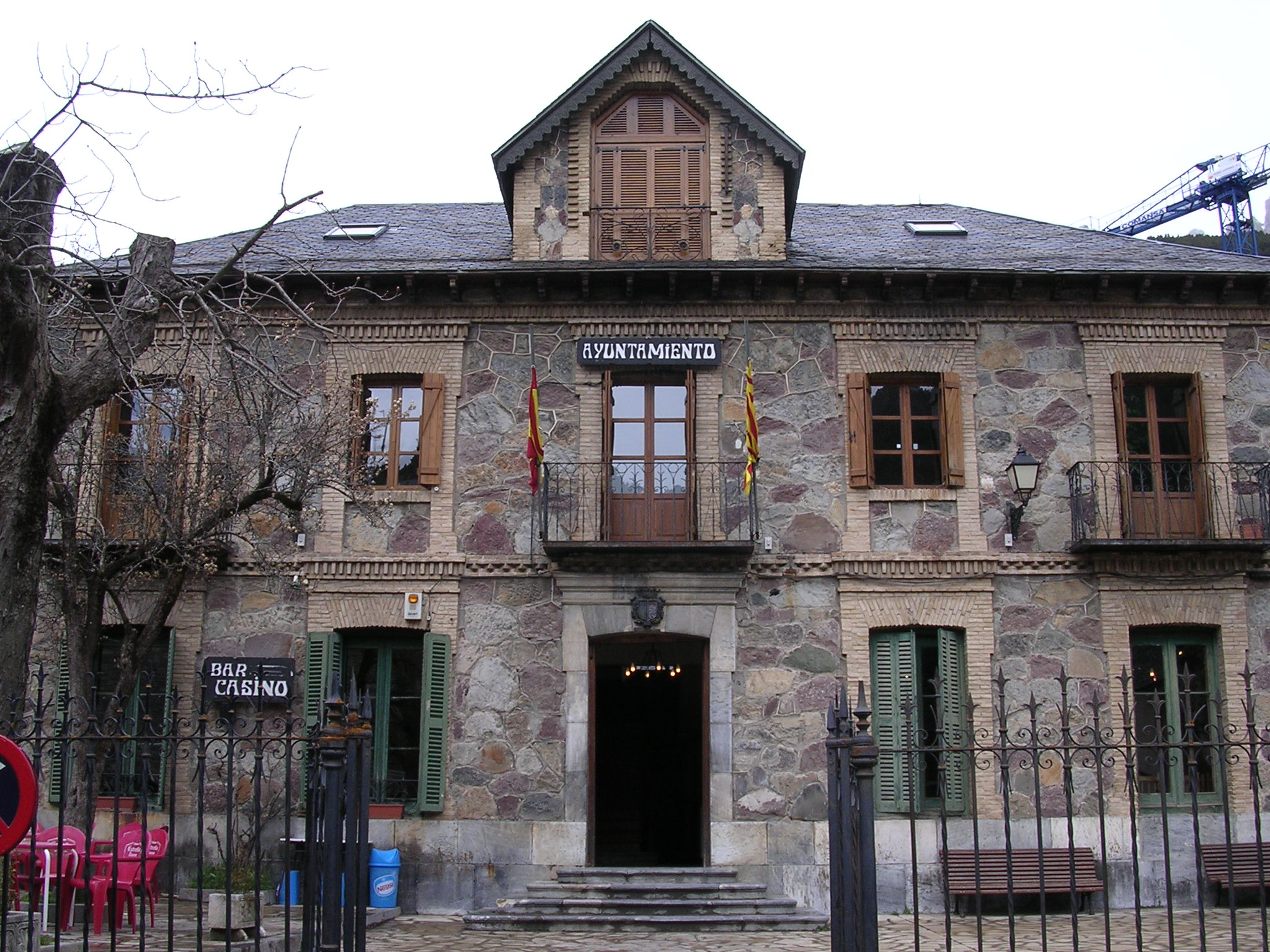
La mairie de Sallent de Gállego

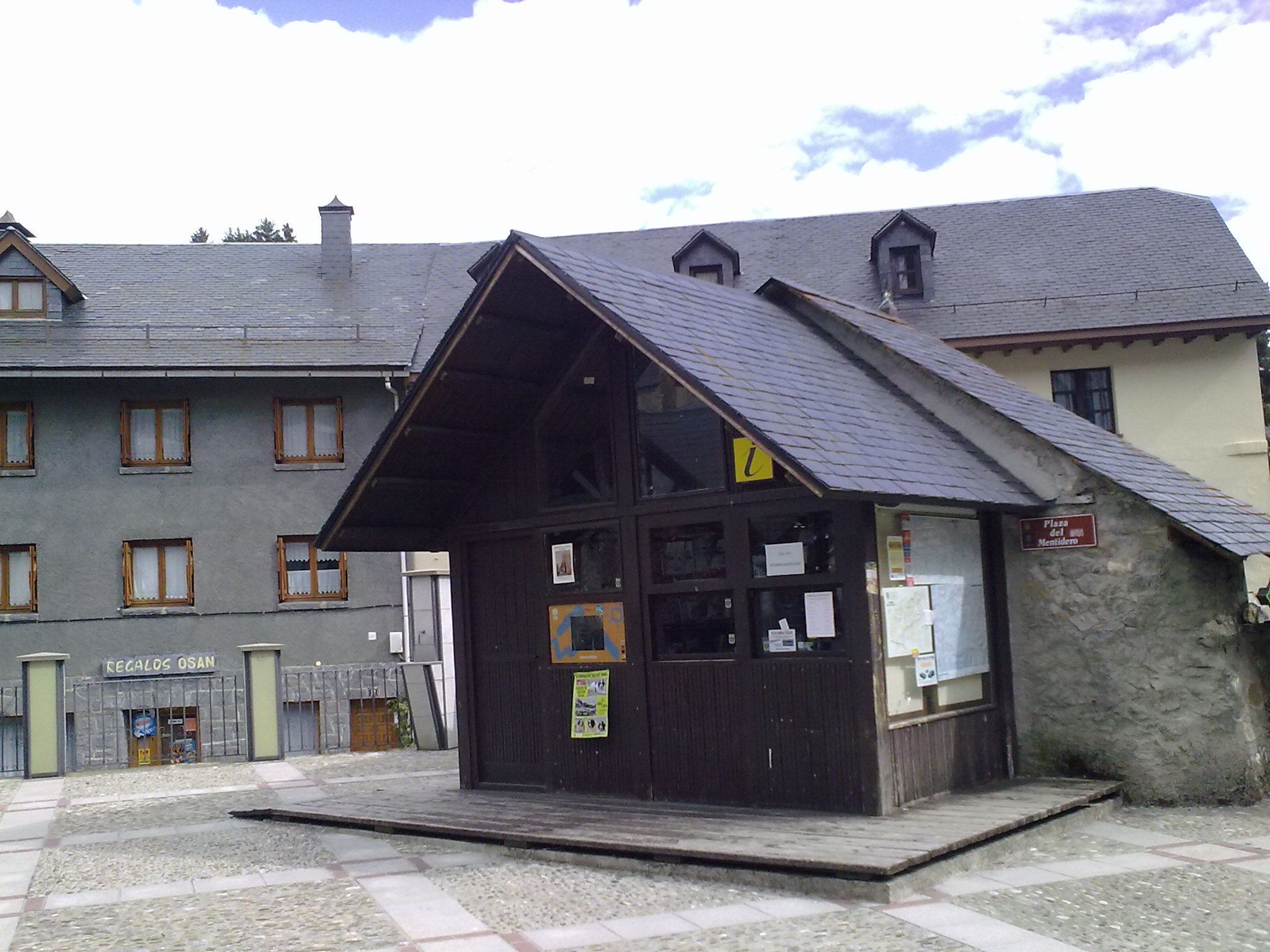
L'office de tourisme de Sallent de Gállego.

| Période | Période | Identité                      | Étiquette | Qualité |
| ------- | ------- | ----------------------------- | --------- | ------- |
| 1979    | 1983    |                               |           |         |
| 1983    | 1987    |                               |           |         |
| 1987    | 1991    |                               |           |         |
| 1991    | 1995    |                               |           |         |
| 1995    | 1999    |                               |           |         |
| 1999    | 2003    |                               |           |         |
| 2003    | 2007    |                               |           |         |
| 2007    | 2011    | José Ignacio Urieta Rodríguez | PP        |         |

## Démographie
| Évolution démographique | Évolution démographique | Évolution démographique | Évolution démographique | Évolution démographique | Évolution démographique | Évolution démographique | Évolution démographique | Évolution démographique | Évolution démographique | Évolution démographique | Évolution démographique | Évolution démographique | Évolution démographique | Évolution démographique | Évolution démographique | Évolution démographique | Évolution démographique |
| 1842                    | 1857                    | 1860                    | 1877                    | 1887                    | 1897                    | 1900                    | 1910                    | 1920                    | 1930                    | 1940                    | 1950                    | 1960                    | 1970                    | 1981                    | 1991                    | 2001                    | 2007                    |
| ----------------------- | ----------------------- | ----------------------- | ----------------------- | ----------------------- | ----------------------- | ----------------------- | ----------------------- | ----------------------- | ----------------------- | ----------------------- | ----------------------- | ----------------------- | ----------------------- | ----------------------- | ----------------------- | ----------------------- | ----------------------- |
| 464                     | ..                      | ..                      | 622                     | 702                     | 672                     | 696                     | 745                     | 718                     | 636                     | 578                     | 877                     | 554                     | 776                     | 924                     | 886                     | 1080                    | 1400                    |

## Patrimoine

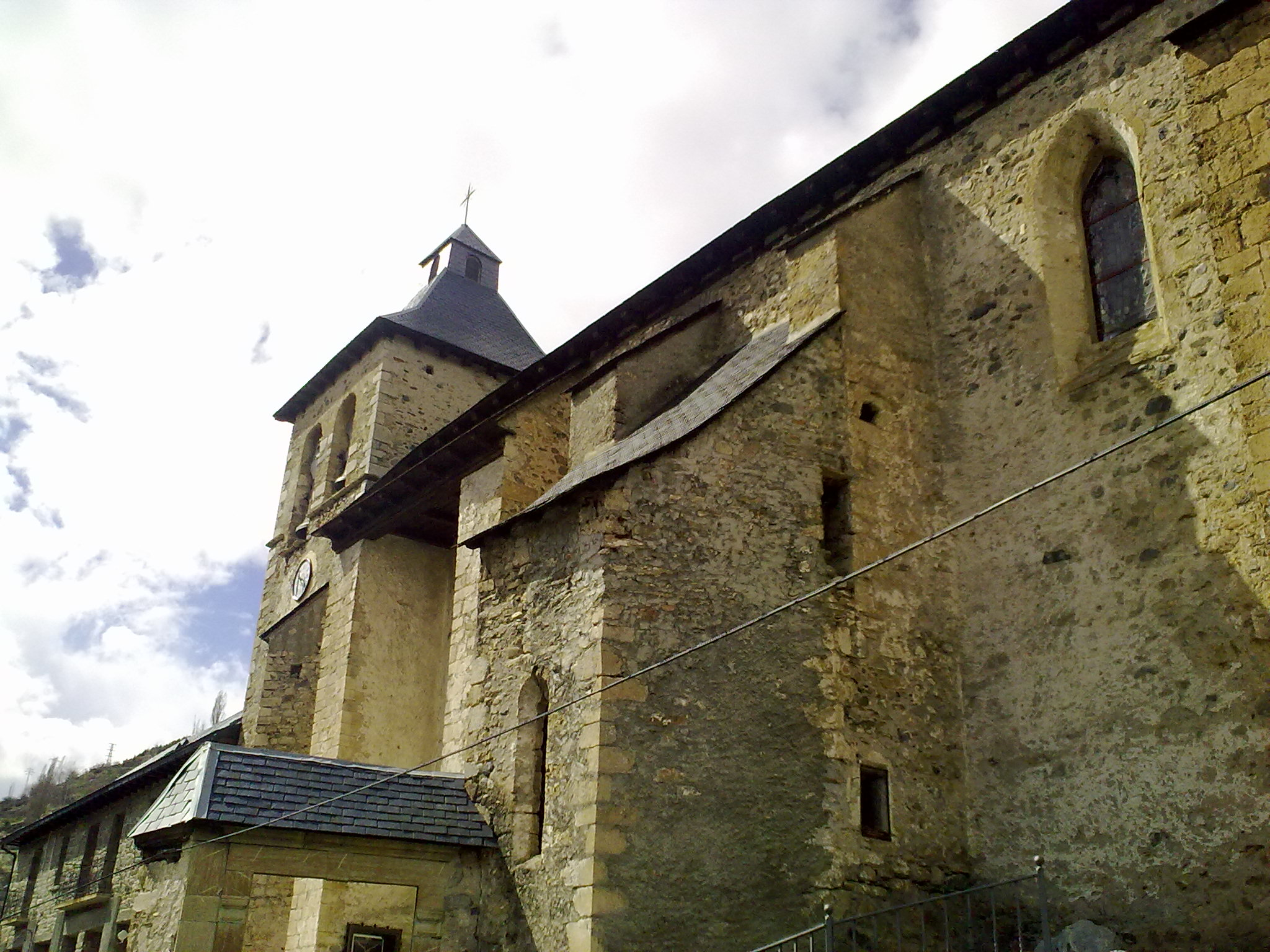
L'église de Sallent de Gállego.

Église gothique du début du XVIe siècle qui héberge les précieux retables plateresques.

## Culture et traditions
C'est le 5 août que se déroule la grande fête du village Sallent de Gállego, honorant la Virgen de las Nieves. C'est également que s'y remet chaque année le prix «Luis du Val», pour le travail accompli autant en castillan qu'en aragonais.
En la localité de Lanuza, le festival Pirineos sur est célébré chaque année : les musiciens invités chantent sur une scène flottant sur le lac Embalse de Lanuza.

## Personnalités
- Enrique García-Berro (1959-2017), astrophysicien, est mort à Sallent de Gállego.

## Jumelages
Laruns (France)

## Infrastructures

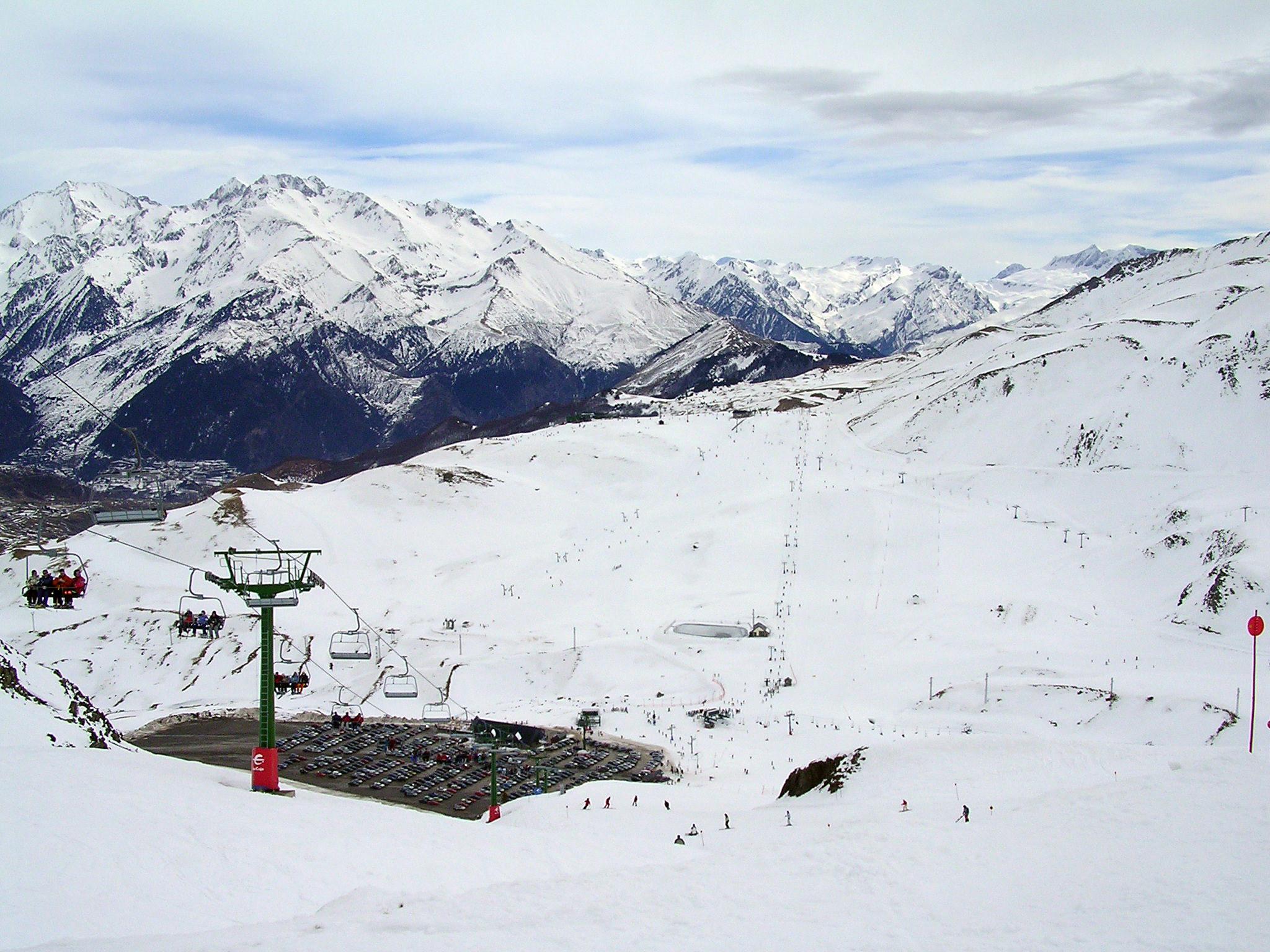
Site d'Aramón Formigal depuis les pistes.

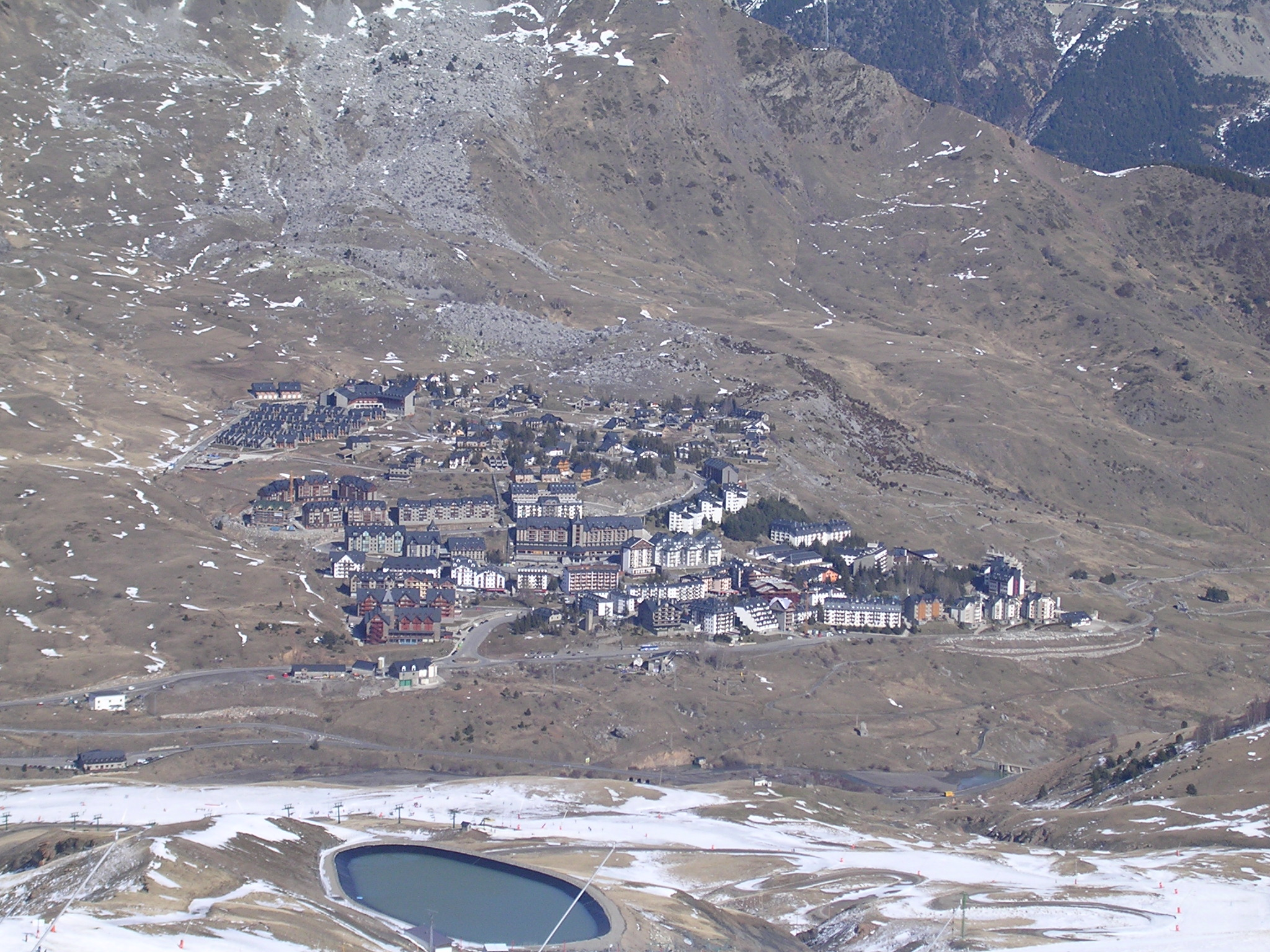
Lotissement de Formigal.

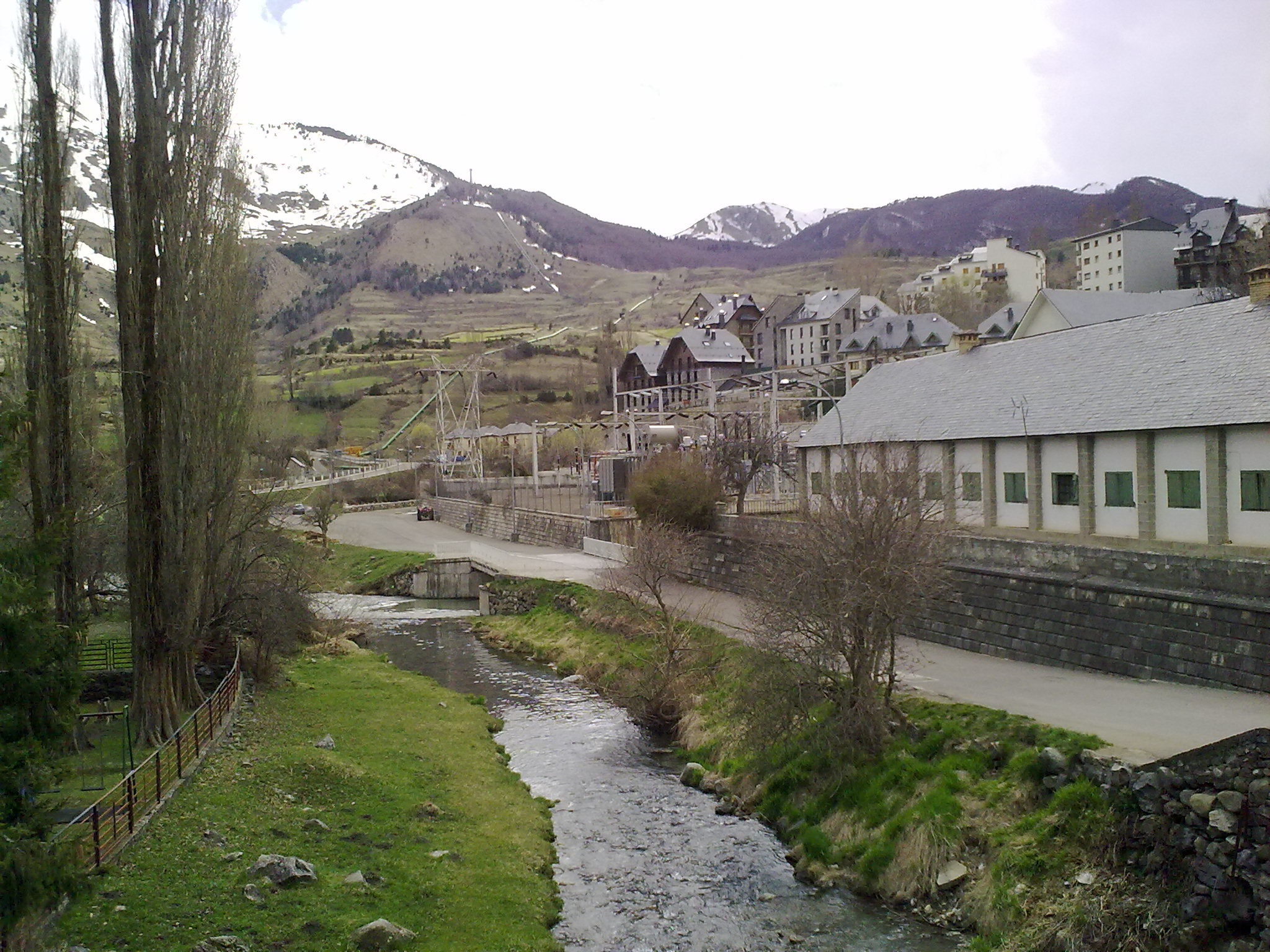
La centrale hydroélectrique de Sallent de Gállego.

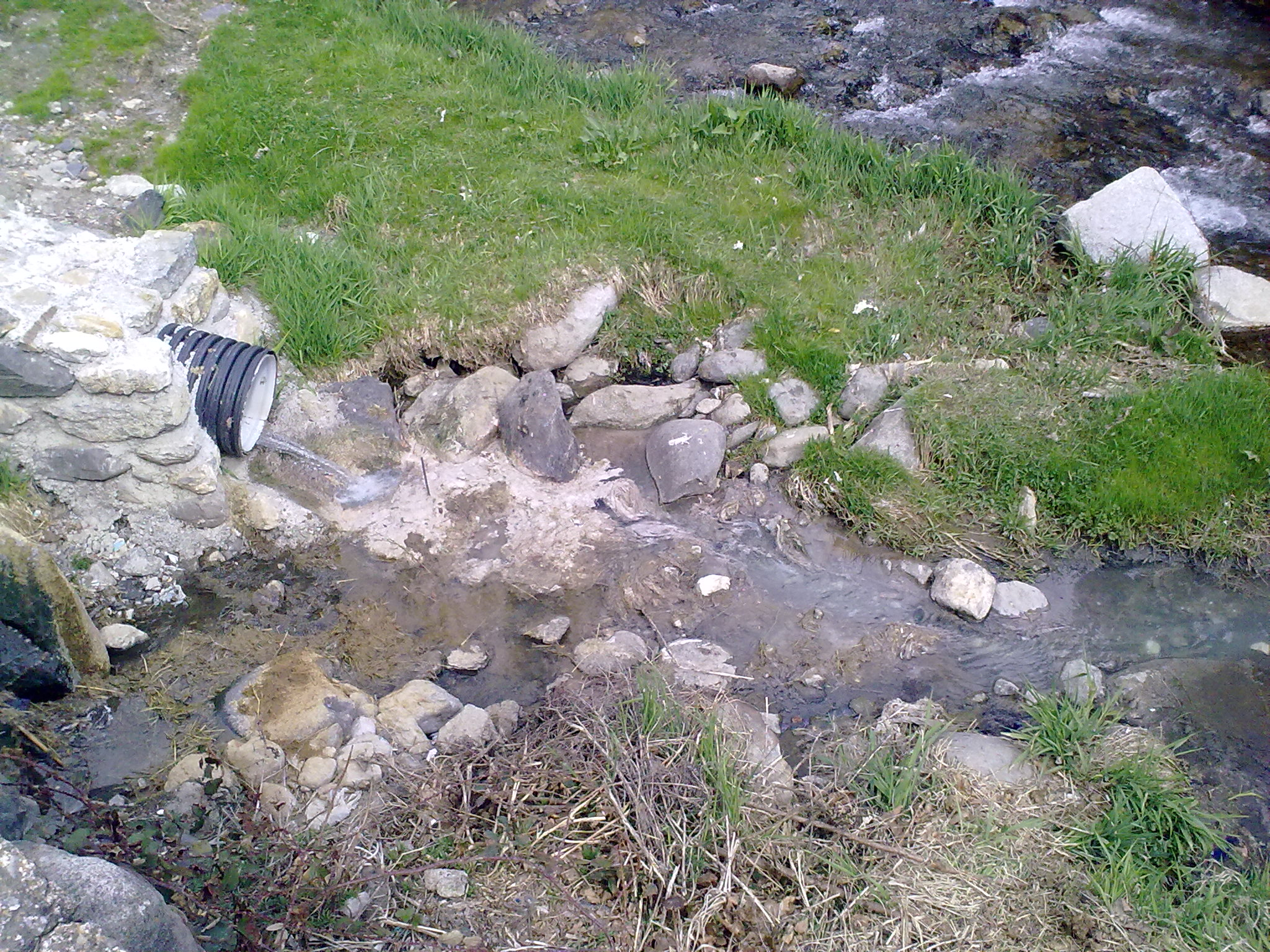
Rejet des égouts dans la rivière directement.

- Station de sports d'hiver Aramón Formigal au-dessus de la localité de Formigal.
- La localité de Sallent de Gállego dispose d'une salle polyvalente, d'une piscine et de courts de tennis.
- Il n'y a pas de système de retraitement des égouts, tout est rejeté dans la rivière directement.

## Randonnées

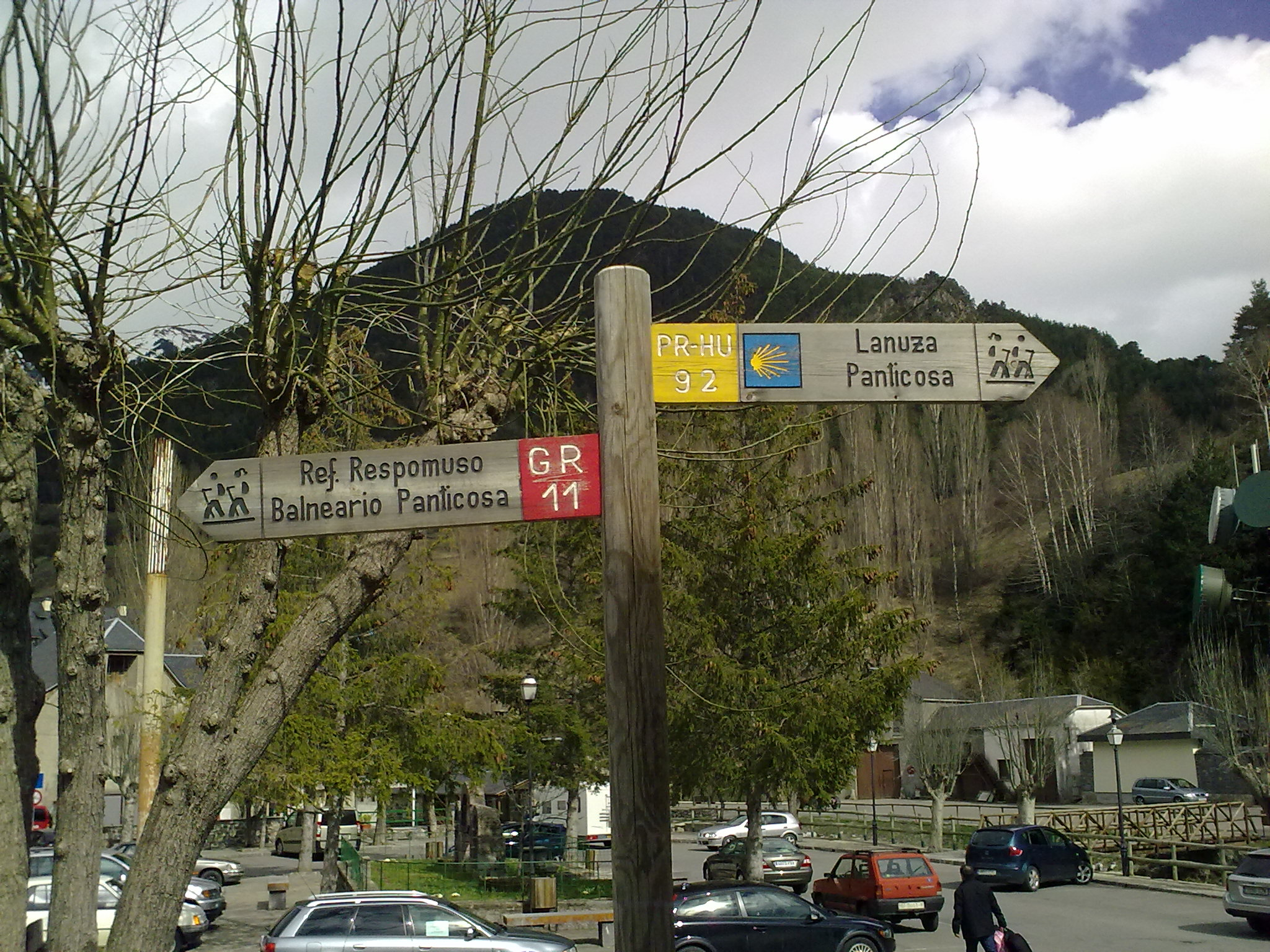
Panneaux de randonnées passant par Sallent de Gállego

Il est possible de se balader aux lacs d'Ibonciecho et de Ibón de Respomuso entre autres. Depuis le village de Sallent de Gállego, il existe un chemin pour aller à Salto del Aguaslimpias, une petite cataracte de la rivière Aguas Limpias.